# Saison 2016-2017 des Bulls de Chicago
La saison 2016-2017 des Bulls de Chicago est la 51e saison de la franchise en National Basketball Association (NBA).

## Draft
| Tour | Choix | Joueur           | Poste | Nationalité | Provenance                 |
| ---- | ----- | ---------------- | ----- | ----------- | -------------------------- |
| 1    | 14    | Denzel Valentine | SG    | États-Unis  | Spartans de Michigan State |
| 2    | 48    | Paul Zipser      | SF    | Allemagne   | Bayern Münich (Allemagne)  |

## Summer League
| Summer League Total: 7-0 |

| Match | Date match | Équipe       | Score        | Meilleur marqueur      | Meilleur rebondeur     | Meilleur passeur       | Lieux Spectateurs    | Série |
| ----- | ---------- | ------------ | ------------ | ---------------------- | ---------------------- | ---------------------- | -------------------- | ----- |
| 1     | 9 juillet  | Boston       | V 71-62      | Bobby Portis (17)      | Bobby Portis (13)      | Dinwiddie, Miller (3)  | Cox Pavilion         | 1 - 0 |
| 2     | 10 juillet | Philadelphie | V 83-70      | Cristiano Felício (17) | Cristiano Felício (10) | Dinwiddie, Felício (4) | Thomas & Mack Center | 2 - 0 |
| 3     | 12 juillet | San Antonio  | V 79-76      | Bobby Portis (18)      | Bobby Portis (8)       | Denzel Valentine (3)   | Cox Pavilion         | 3 - 0 |
| 4     | 14 juillet | Dallas       | V 86-73      | Bobby Portis (19)      | Felício, Portis (8)    | Jerian Grant (6)       | Thomas & Mack Center | 4 - 0 |
| 5     | 16 juillet | Washington   | V 88-85      | Bobby Portis (17)      | Denzel Valentine (10)  | Jerian Grant (8)       | Thomas & Mack Center | 5 - 0 |
| 6     | 17 juillet | Cleveland    | V 85-79      | Cristiano Felício (18) | Bobby Portis (9)       | 3 joueurs (3)          | Thomas & Mack Center | 6 - 0 |
| 7     | 18 juillet | Minnesota    | V 84-82 (OT) | Bobby Portis (26)      | Grant, Portis (10)     | Jerian Grant (5)       | Thomas & Mack Center | 7 - 0 |

## Pré-saison
| Pré-saison Total: 3-4 (Domicile : 2-3 ; Extérieur : 1-1) |

| Match | Date match | Équipe      | Score          | Meilleur marqueur      | Meilleur rebondeur     | Meilleur passeur  | Lieux Spectateurs         | Série |
| ----- | ---------- | ----------- | -------------- | ---------------------- | ---------------------- | ----------------- | ------------------------- | ----- |
| 1     | 3 octobre  | Milwaukee   | D 91-93        | Butler, McDermott (13) | Taj Gibson (12)        | Rajon Rondo (7)   | United Center 20 104      | 0 - 1 |
| 2     | 6 octobre  | @ Indiana   | D 108-115      | Spencer Dinwiddie (19) | Spencer Dinwiddie (6)  | Rajon Rondo (5)   | Bankers Life Fieldhouse   | 0 - 2 |
| 3     | 8 octobre  | Indiana     | V 121-105      | Dwyane Wade (22)       | Nikola Mirotić (9)     | Dwyane Wade (8)   | United Center             | 1 - 2 |
| 4     | 14 octobre | Cleveland   | V 118-108      | Rajon Rondo (20)       | Taj Gibson (11)        | Rajon Rondo (6)   | United Center             | 2 - 2 |
| 5     | 15 octobre | @ Milwaukee | V 107-86       | Isaiah Canaan (25)     | Robin Lopez (11)       | Jerian Grant (7)  | BMO Harris Bradley Center | 3 - 2 |
| 6     | 17 octobre | Charlotte   | D 104-108 (OT) | Jimmy Butler (15)      | Cristiano Felício (12) | Rajon Rondo (10)  | United Center             | 3 - 3 |
| 7     | 20 octobre | Atlanta     | D 81-97        | Jimmy Butler (18)      | Rajon Rondo (9)        | Trois joueurs (6) | CenturyLink Center Omaha  | 3 - 4 |

## Saison régulière
| Saison régulière Total: 41-41 (Domicile : 25-16 ; Extérieur : 16-25) |

| Match | Date match | Équipe     | Score     | Meilleur marqueur   | Meilleur rebondeur  | Meilleur passeur  | Lieux Spectateurs | Série |
| ----- | ---------- | ---------- | --------- | ------------------- | ------------------- | ----------------- | ----------------- | ----- |
| 1     | 27 octobre | Boston     | V 105-99  | Jimmy Butler (24)   | Taj Gibson (10)     | Rajon Rondo (9)   | United Center     | 1 - 0 |
| 2     | 29 octobre | Indiana    | V 118-101 | Doug McDermott (23) | Gibson, Felício (8) | Rajon Rondo (13)  | United Center     | 2 - 0 |
| 3     | 31 octobre | @ Brooklyn | V 118-88  | Jimmy Butler (22)   | Taj Gibson (11)     | Isaiah Canaan (6) | Barclays Center   | 3 - 0 |

| Match | Date match  | Équipe           | Score     | Meilleur marqueur   | Meilleur rebondeur  | Meilleur passeur  | Lieux Spectateurs       | Série  |
| ----- | ----------- | ---------------- | --------- | ------------------- | ------------------- | ----------------- | ----------------------- | ------ |
| 4     | 2 novembre  | @ Boston         | D 100-107 | Jimmy Butler (23)   | Rajon Rondo (10)    | Rajon Rondo (5)   | TD Garden               | 3 - 1  |
| 5     | 4 novembre  | New York         | D 104-117 | Dwyane Wade (35)    | Dwyane Wade (10)    | Rajon Rondo (5)   | United Center           | 3 - 2  |
| 6     | 5 novembre  | @ Indiana        | D 94-111  | Butler, Portis (16) | Taj Gibson (12)     | Rajon Rondo (5)   | Bankers Life Fieldhouse | 3 - 3  |
| 7     | 7 novembre  | Orlando          | V 112-80  | Jimmy Butler (20)   | Taj Gibson (11)     | Jimmy Butler (7)  | United Center           | 4 - 3  |
| 8     | 9 novembre  | @ Atlanta        | D 107-115 | Jimmy Butler (39)   | Taj Gibson (6)      | Butler, Rondo (7) | Philips Arena           | 4 - 4  |
| 9     | 10 novembre | @ Miami          | V 98-95   | Jimmy Butler (20)   | Rajon Rondo (12)    | Rajon Rondo (6)   | American Airlines Arena | 5 - 4  |
| 10    | 12 novembre | Washington       | V 106-95  | Jimmy Butler (37)   | Robin Lopez (13)    | Jimmy Butler (9)  | United Center           | 6 - 4  |
| 11    | 15 novembre | @ Portland       | V 113-88  | Jimmy Butler (27)   | Jimmy Butler (12)   | Butler, Wade (5)  | Moda Center             | 7 - 4  |
| 12    | 17 novembre | @ Utah           | V 85-77   | Jimmy Butler (20)   | Butler, Lopez (12)  | Jimmy Butler (3)  | Vivint Smart Home Arena | 8 - 4  |
| 13    | 19 novembre | @ L. A. Clippers | D 95-102  | Dwyane Wade (28)    | Rajon Rondo (10)    | Rajon Rondo (8)   | Staples Center          | 8 - 5  |
| 14    | 20 novembre | @ L. A. Lakers   | V 118-110 | Jimmy Butler (40)   | Nikola Mirotić (15) | Rajon Rondo (12)  | Staples Center          | 9 - 5  |
| 15    | 22 novembre | @ Denver         | D 107-110 | Jimmy Butler (35)   | Rajon Rondo (11)    | Rajon Rondo (8)   | Pepsi Center            | 9 - 6  |
| 16    | 25 novembre | @ Philadelphie   | V 105-89  | Butler, Wade (26)   | Rajon Rondo (8)     | Rajon Rondo (10)  | Wells Fargo Center      | 10 - 6 |
| 17    | 30 novembre | L. A. Lakers     | D 90-96   | Jimmy Butler (22)   | Taj Gibson (10)     | Wade, Rondo (6)   | United Center           | 10 - 7 |

| Match | Date match  | Équipe        | Score     | Meilleur marqueur | Meilleur rebondeur     | Meilleur passeur  | Lieux Spectateurs          | Série   |
| ----- | ----------- | ------------- | --------- | ----------------- | ---------------------- | ----------------- | -------------------------- | ------- |
| 18    | 2 décembre  | Cleveland     | V 111-105 | Jimmy Butler (26) | Gibson, Rondo (11)     | Rajon Rondo (12)  | United Center              | 11 - 7  |
| 19    | 3 décembre  | @ Dallas      | D 82-107  | Jimmy Butler (26) | Jimmy Butler (9)       | Jimmy Butler (4)  | American Airlines Center   | 11 - 8  |
| 20    | 5 décembre  | Portland      | D 110-112 | Dwyane Wade (34)  | Robin Lopez (14)       | Jimmy Butler (5)  | United Center              | 11 - 9  |
| 21    | 6 décembre  | @ Détroit     | D 91-102  | Jimmy Butler (32) | Taj Gibson (10)        | Dwyane Wade (7)   | The Palace of Auburn Hills | 11 - 10 |
| 22    | 8 décembre  | San Antonio   | V 95-91   | Dwyane Wade (20)  | Rajon Rondo (10)       | Rajon Rondo (9)   | United Center              | 12 - 10 |
| 23    | 10 décembre | Miami         | V 105-100 | Jimmy Butler (31) | Robin Lopez (10)       | Rajon Rondo (6)   | United Center              | 13 - 10 |
| 24    | 13 décembre | Minnesota     | D 94-99   | Jimmy Butler (27) | Jimmy Butler (9)       | Dwyane Wade (8)   | United Center              | 13 - 11 |
| 25    | 15 décembre | @ Milwaukee   | D 97-108  | Jimmy Butler (21) | Trois joueurs (6)      | Rajon Rondo (8)   | BMO Harris Bradley Center  | 13 - 12 |
| 26    | 16 décembre | Milwaukee     | D 69-95   | Dwyane Wade (12)  | Bobby Portis (8)       | Jimmy Butler (6)  | United Center              | 13 - 13 |
| 27    | 19 décembre | Détroit       | V 113-82  | Jimmy Butler (19) | Rajon Rondo (8)        | Rajon Rondo (14)  | United Center              | 14 - 13 |
| 28    | 21 décembre | Washington    | D 97-107  | Jimmy Butler (20) | Butler, Gibson (11)    | Rajon Rondo (10)  | United Center              | 14 - 14 |
| 29    | 23 décembre | @ Charlotte   | D 91-103  | Jimmy Butler (26) | Nikola Mirotić (10)    | Rajon Rondo (10)  | Time Warner Cable Arena    | 14 - 15 |
| 30    | 25 décembre | @ San Antonio | D 100-119 | Dwyane Wade (24)  | Taj Gibson (7)         | Dwyane Wade (6)   | AT&T Center                | 14 - 16 |
| 31    | 26 décembre | Indiana       | V 90-85   | Dwyane Wade (21)  | Robin Lopez (12)       | Trois joueurs (5) | United Center              | 15 - 16 |
| 32    | 28 décembre | Brooklyn      | V 101-99  | Jimmy Butler (40) | Jimmy Butler (11)      | Rajon Rondo (12)  | United Center              | 16 - 16 |
| 33    | 30 décembre | @ Indiana     | D 101-111 | Jimmy Butler (25) | Cristiano Felício (12) | Dwyane Wade (5)   | Bankers Life Fieldhouse    | 16 - 17 |
| 34    | 31 décembre | Milwaukee     | D 96-116  | Jimmy Butler (26) | Robin Lopez (10)       | Jimmy Butler (8)  | United Center              | 16 - 18 |

| Match | Date match | Équipe              | Score          | Meilleur marqueur     | Meilleur rebondeur     | Meilleur passeur  | Lieux Spectateurs     | Série   |
| ----- | ---------- | ------------------- | -------------- | --------------------- | ---------------------- | ----------------- | --------------------- | ------- |
| 35    | 2 janvier  | Charlotte           | V 118-111      | Jimmy Butler (52)     | Jimmy Butler (12)      | Butler, Grant (6) | United Center         | 17 - 18 |
| 36    | 4 janvier  | @ Cleveland         | V 106-94       | Jimmy Butler (20)     | Taj Gibson (7)         | Jimmy Butler (8)  | Quicken Loans Arena   | 18 - 18 |
| 37    | 7 janvier  | Toronto             | V 123-118 (OT) | Jimmy Butler (42)     | Butler, McDermott (10) | Dwyane Wade (7)   | United Center         | 19 - 18 |
| 38    | 9 janvier  | Oklahoma City       | D 94-109       | Dwyane Wade (22)      | Cristiano Felício (11) | Jimmy Butler (7)  | United Center         | 19 - 19 |
| 39    | 10 janvier | @ Washington        | D 99-101       | Denzel Valentine (19) | Taj Gibson (12)        | Grant, Rondo (6)  | Verizon Center        | 19 - 20 |
| 40    | 12 janvier | @ New York          | D 89-104       | Dwyane Wade (22)      | Taj Gibson (9)         | Rajon Rondo (8)   | Madison Square Garden | 19 - 21 |
| 41    | 14 janvier | La Nouvelle-Orléans | V 107-99       | Jimmy Butler (28)     | Taj Gibson (16)        | Jimmy Butler (6)  | United Center         | 20 - 21 |
| 42    | 15 janvier | @ Memphis           | V 108-104      | Doug McDermott (31)   | Gibson, Butler (8)     | Jimmy Butler (6)  | FedExForum            | 21 - 21 |
| 43    | 17 janvier | Dallas              | D 98-99        | Jimmy Butler (24)     | Jimmy Butler (9)       | Jimmy Butler (12) | United Center         | 21 - 22 |
| 44    | 20 janvier | @ Atlanta           | D 93-102       | Jimmy Butler (19)     | Bobby Portis (7)       | 3 joueurs (3)     | Philips Arena         | 21 - 23 |
| 45    | 21 janvier | Sacramento          | V 102-99       | Dwyane Wade (30)      | Cristiano Felício (10) | Jimmy Butler (7)  | United Center         | 22 - 23 |
| 46    | 24 janvier | @ Orlando           | V 100-92       | Dwyane Wade (21)      | Cristiano Felício (10) | Jimmy Butler (4)  | Amway Center          | 23 - 23 |
| 47    | 25 janvier | Atlanta             | D 114-119      | Jimmy Butler (40)     | Taj Gibson (10)        | Trois joueurs (3) | United Center         | 23 - 24 |
| 48    | 27 janvier | Miami               | D 88-100       | Dwyane Wade (15)      | Rajon Rondo (7)        | Rajon Rondo (7)   | United Center         | 23 - 25 |
| 49    | 29 janvier | Philadelphie        | V 121-108      | Jimmy Butler (28)     | Robin Lopez (10)       | Rajon Rondo (10)  | United Center         | 24 - 25 |

| Match               | Date match  | Équipe          | Score          | Meilleur marqueur            | Meilleur rebondeur          | Meilleur passeur           | Lieux Spectateurs          | Série   |
| ------------------- | ----------- | --------------- | -------------- | ---------------------------- | --------------------------- | -------------------------- | -------------------------- | ------- |
| 50                  | 1er février | @ Oklahoma City | V 128-100      | Jimmy Butler (28)            | Taj Gibson (8)              | Dwyane Wade (7)            | Chesapeake Energy Arena    | 25 - 25 |
| 51                  | 3 février   | @ Houston       | D 117-121 (OT) | Michael Carter-Williams (23) | Robin Lopez (11)            | Wade, Carter-Williams (6)  | Toyota Center              | 25 - 26 |
| 52                  | 6 février   | @ Sacramento    | V 112-107      | Dwyane Wade (31)             | Trois joueurs (6)           | Rajon Rondo (6)            | Golden 1 Center            | 26 - 26 |
| 53                  | 8 février   | @ Golden State  | D 92-123       | Robin Lopez (17)             | Robin Lopez (10)            | Rajon Rondo (8)            | Oracle Arena               | 26 - 27 |
| 54                  | 10 février  | @ Phoenix       | D 97-115       | Jimmy Butler (20)            | Robin Lopez (7)             | Jimmy Butler (6)           | Talking Stick Resort Arena | 26 - 28 |
| 55                  | 12 février  | @ Minnesota     | D 89-117       | McDermott, Portis (16)       | Michael Carter-Williams (7) | Carter-Williams, Rondo (6) | Target Center              | 26 - 29 |
| 56                  | 14 février  | Toronto         | V 105-94       | Doug McDermott (20)          | Felício, Lopez (6)          | Jimmy Butler (12)          | United Center              | 27 - 29 |
| 57                  | 16 février  | Boston          | V 104-103      | Jimmy Butler (29)            | Taj Gibson (9)              | Rajon Rondo (8)            | United Center              | 28 - 29 |
| All-Star Break 2017 |             |                 |                |                              |                             |                            |                            |         |
| 58                  | 24 février  | Phoenix         | V 128-121 (OT) | Dwyane Wade (23)             | Nikola Mirotić (8)          | Butler, Rondo (9)          | United Center              | 29 - 29 |
| 59                  | 25 février  | @ Cleveland     | V 117-99       | Dwyane Wade (20)             | Butler, Mirotić (10)        | Butler, Wade (10)          | Quicken Loans Arena        | 30 - 29 |
| 60                  | 28 février  | Denver          | D 107-125      | Rondo, Wade (19)             | Denzel Valentine (7)        | Dwyane Wade (6)            | United Center              | 30 - 30 |

| Match | Date match | Équipe         | Score          | Meilleur marqueur     | Meilleur rebondeur    | Meilleur passeur  | Lieux Spectateurs         | Série   |
| ----- | ---------- | -------------- | -------------- | --------------------- | --------------------- | ----------------- | ------------------------- | ------- |
| 61    | 2 mars     | Golden State   | V 94-87        | Jimmy Butler (22)     | Bobby Portis (13)     | Jimmy Butler (6)  | United Center             | 31 - 30 |
| 62    | 4 mars     | L. A. Clippers | D 91-101       | Jimmy Butler (16)     | Mirotić, Portis (7)   | Rajon Rondo (9)   | United Center             | 31 - 31 |
| 63    | 6 mars     | @ Détroit      | D 95-109       | Jimmy Butler (27)     | Jimmy Butler (9)      | Jerian Grant (8)  | Palace of Auburn Hills    | 31 - 32 |
| 64    | 8 mars     | @ Orlando      | D 91-98        | Jimmy Butler (21)     | Robin Lopez (9)       | Jimmy Butler (9)  | Amway Center              | 31 - 33 |
| 65    | 10 mars    | Houston        | D 94-115       | Dwyane Wade (21)      | Joffrey Lauvergne (9) | Jerian Grant (5)  | United Center             | 31 - 34 |
| 66    | 12 mars    | @ Boston       | D 80-100       | Lopez, Valentine (13) | Bobby Portis (8)      | Rajon Rondo (6)   | TD Garden                 | 31 - 35 |
| 67    | 13 mars    | @ Charlotte    | V 115-109      | Nikola Mirotić (24)   | Nikola Mirotić (11)   | Jimmy Butler (11) | Time Warner Cable Arena   | 32 - 35 |
| 68    | 15 mars    | Memphis        | D 91-98        | Rajon Rondo (17)      | Trois joueurs (7)     | Rajon Rondo (8)   | United Center             | 32 - 36 |
| 69    | 17 mars    | @ Washington   | D 107-112      | Jimmy Butler (28)     | Robin Lopez (12)      | Rajon Rondo (10)  | Verizon Center            | 32 - 37 |
| 70    | 18 mars    | Utah           | V 95-86        | Jimmy Butler (23)     | Denzel Valentine (12) | Jimmy Butler (7)  | United Center             | 33 - 37 |
| 71    | 21 mars    | @ Toronto      | D 120-122 (OT) | Jimmy Butler (37)     | Jimmy Butler (10)     | Rajon Rondo (8)   | Air Canada Centre         | 33 - 38 |
| 72    | 22 mars    | Détroit        | V 117-95       | Nikola Mirotić (28)   | Joffrey Lauvergne (7) | Jimmy Butler (12) | United Center             | 34 - 38 |
| 73    | 24 mars    | Philadelphie   | D 107-117      | Jimmy Butler (36)     | Bobby Portis (11)     | Jimmy Butler (11) | United Center             | 34 - 39 |
| 74    | 26 mars    | @ Milwaukee    | V 109-94       | Nikola Mirotić (28)   | Rajon Rondo (9)       | Jimmy Butler (14) | BMO Harris Bradley Center | 35 - 39 |
| 75    | 30 mars    | Cleveland      | V 99-93        | Nikola Mirotić (28)   | Robin Lopez (11)      | Rajon Rondo (15)  | United Center             | 36 - 39 |

| Match | Date match | Équipe                | Score     | Meilleur marqueur   | Meilleur rebondeur  | Meilleur passeur  | Lieux Spectateurs     | Série   |
| ----- | ---------- | --------------------- | --------- | ------------------- | ------------------- | ----------------- | --------------------- | ------- |
| 76    | 1er avril  | Atlanta               | V 106-104 | Jimmy Butler (33)   | Rajon Rondo (11)    | Jimmy Butler (8)  | United Center         | 37 - 39 |
| 77    | 2 avril    | @ La Nouvelle-Orléans | V 117-110 | Jimmy Butler (39)   | Bobby Portis (11)   | Rajon Rondo (9)   | Smoothie King Center  | 38 - 39 |
| 78    | 4 avril    | @ New York            | D 91-100  | Jimmy Butler (26)   | Nikola Mirotić (10) | Rajon Rondo (9)   | Madison Square Garden | 38 - 40 |
| 79    | 6 avril    | @ Philadelphie        | V 102-90  | Nikola Mirotić (22) | Bobby Portis (11)   | Jimmy Butler (10) | Wells Fargo Center    | 39 - 40 |
| 80    | 8 avril    | @ Brooklyn            | D 106-107 | Jimmy Butler (33)   | Robin Lopez (8)     | Jerian Grant (5)  | Barclays Center       | 39 - 41 |
| 81    | 10 avril   | Orlando               | V 122-75  | Robin Lopez (18)    | Lopez, Zipser (8)   | Jerian Grant (11) | United Center         | 40 - 41 |
| 82    | 12 avril   | Brooklyn              | V 112-73  | Jimmy Butler (25)   | Bobby Portis (10)   | Rajon Rondo (5)   | United Center         | 41 - 41 |

## Playoffs
| Playoffs Total: 2-4 (Domicile : 0-3 ; Extérieur : 2-1) |

| Match | Date match | Équipe   | Score     | Meilleur marqueur | Meilleur rebondeur     | Meilleur passeur  | Lieux Spectateurs | Série |
| ----- | ---------- | -------- | --------- | ----------------- | ---------------------- | ----------------- | ----------------- | ----- |
| 1     | 16 avril   | @ Boston | V 106-102 | Jimmy Butler (30) | Robin Lopez (11)       | Wade, Rondo (6)   | TD Garden         | 1 - 0 |
| 2     | 18 avril   | @ Boston | V 111-97  | Wade, Butler (22) | Rajon Rondo (9)        | Rajon Rondo (14)  | TD Garden         | 2 - 0 |
| 3     | 21 avril   | Boston   | D 87-104  | Dwyane Wade (18)  | Cristiano Felício (11) | Trois joueurs (3) | United Center     | 2 - 1 |
| 4     | 23 avril   | Boston   | D 95-104  | Jimmy Butler (33) | Bobby Portis (8)       | Jimmy Butler (9)  | United Center     | 2 - 2 |
| 5     | 26 avril   | @ Boston | D 97-108  | Dwyane Wade (26)  | Dwyane Wade (11)       | Dwyane Wade (8)   | TD Garden         | 2 - 3 |
| 6     | 28 avril   | Boston   | D 83-105  | Jimmy Butler (23) | Bobby Portis (11)      | Dwyane Wade (3)   | United Center     | 2 - 4 |

## Confrontations
| Conférence Est        | Conférence Est                             | Conférence Est                             | Conférence Est                             | Conférence Est                             | Conférence Ouest                           | Conférence Ouest                           | Conférence Ouest                           |
| Division Atlantique   | Division Atlantique                        | Division Atlantique                        | Division Atlantique                        | Division Atlantique                        | Division Nord-Ouest                        | Division Nord-Ouest                        | Division Nord-Ouest                        |
| Équipe                | Domicile                                   | Domicile                                   | Extérieur                                  | Extérieur                                  | Équipe                                     | Domicile                                   | Extérieur                                  |
| --------------------- | ------------------------------------------ | ------------------------------------------ | ------------------------------------------ | ------------------------------------------ | ------------------------------------------ | ------------------------------------------ | ------------------------------------------ |
| Boston                | 105-99                                     | 104-103                                    | 100-117                                    | 80-100                                     | Denver                                     | 107-125                                    | 107-110                                    |
| Brooklyn              | 101-99                                     |                                            | 118-88                                     | 106-107                                    | Minnesota                                  | 94-99                                      | 89-117                                     |
| New York              | 104-117                                    |                                            | 89-104                                     | 91-100                                     | Oklahoma City                              | 94-109                                     | 128-100                                    |
| 76ers de Philadelphie | 121-108                                    | 107-117                                    | 105-89                                     | 102-90                                     | Portland                                   | 110-112                                    | 113-88                                     |
| Toronto               | 123-118 (OT)                               | 105-94                                     | 120-122 (OT)                               |                                            | Utah                                       | 95-86                                      | 85-77                                      |
|                       | 6–2                                        | 6–2                                        | 3–6                                        | 3–6                                        |                                            | 1–4                                        | 3–2                                        |
| Division              | 9–8                                        | 9–8                                        | 9–8                                        | 9–8                                        | Division                                   | 4–6                                        | 4–6                                        |
| Division Centrale     | Division Centrale                          | Division Centrale                          | Division Centrale                          | Division Centrale                          | Division Pacifique                         | Division Pacifique                         | Division Pacifique                         |
| Équipe                | Domicile                                   | Domicile                                   | Extérieur                                  | Extérieur                                  | Équipe                                     | Domicile                                   | Extérieur                                  |
|                       |                                            |                                            |                                            |                                            | Golden State                               | 94-87                                      | 92-123                                     |
| Cleveland             | 111-105                                    | 99-93                                      | 106-94                                     | 117-99                                     | L.A. Clippers                              | 91-101                                     | 95-102                                     |
| Detroit               | 113-82                                     | 117-95                                     | 91-102                                     | 95-109                                     | L.A. Lakers                                | 90-96                                      | 118-110                                    |
| Indiana               | 118-101                                    | 90-85                                      | 94-111                                     | 101-111                                    | Phoenix                                    | 128-121 (OT)                               | 97-115                                     |
| Milwaukee             | 69-95                                      | 96-116                                     | 97-108                                     | 109-94                                     | Sacramento                                 | 102-99                                     | 112-107                                    |
|                       | 6–2                                        | 6–2                                        | 3–5                                        | 3–5                                        |                                            | 3–2                                        | 2–3                                        |
| Division              | 9–7                                        | 9–7                                        | 9–7                                        | 9–7                                        | Division                                   | 5–5                                        | 5–5                                        |
| Division Sud-Est      | Division Sud-Est                           | Division Sud-Est                           | Division Sud-Est                           | Division Sud-Est                           | Division Sud-Ouest                         | Division Sud-Ouest                         | Division Sud-Ouest                         |
| Équipe                | Domicile                                   | Domicile                                   | Extérieur                                  | Extérieur                                  | Équipe                                     | Domicile                                   | Extérieur                                  |
| Atlanta               | 114-119                                    | 106-104                                    | 107-115                                    | 93-102                                     | Dallas                                     | 98-99                                      | 82-107                                     |
| Charlotte             | 118-111                                    |                                            | 91-103                                     | 115-109                                    | Houston                                    | 94-115                                     | 117-121 (OT)                               |
| Miami                 | 105-100                                    | 88-100                                     | 98-95                                      |                                            | Memphis                                    | 91-98                                      | 108-104                                    |
| Orlando               | 112-80                                     | 122-75                                     | 100-92                                     | 91-98                                      | La Nouvelle-Orléans                        | 107-99                                     | 117-110                                    |
| Washington            | 106-95                                     | 97-107                                     | 99-101                                     | 107-112                                    | San Antonio                                | 95-91                                      | 100-119                                    |
|                       | 6–3                                        | 6–3                                        | 2–6                                        | 2–6                                        |                                            | 2–3                                        | 3–3                                        |
| Division              | 8–9                                        | 8–9                                        | 8–9                                        | 8–9                                        | Division                                   | 5–6                                        | 5–6                                        |
| Conférence            | 26–23 (Domicile : 18–7 ; Extérieur : 8–16) | 26–23 (Domicile : 18–7 ; Extérieur : 8–16) | 26–23 (Domicile : 18–7 ; Extérieur : 8–16) | 26–23 (Domicile : 18–7 ; Extérieur : 8–16) | Conférence                                 | 14–18 (Domicile : 6–9 ; Extérieur : 8–9)   | 14–18 (Domicile : 6–9 ; Extérieur : 8–9)   |
| Total                 | 40–41 (Domicile : 24–16; Extérieur: 16–25) | 40–41 (Domicile : 24–16; Extérieur: 16–25) | 40–41 (Domicile : 24–16; Extérieur: 16–25) | 40–41 (Domicile : 24–16; Extérieur: 16–25) | 40–41 (Domicile : 24–16; Extérieur: 16–25) | 40–41 (Domicile : 24–16; Extérieur: 16–25) | 40–41 (Domicile : 24–16; Extérieur: 16–25) |

## Effectif actuel
| Bulls de Chicago Effectif au 28 octobre 2016 |    |                        |                         |                        |
| Entraîneur : Fred Hoiberg                    |    |                        |                         |                        |
| Arrière, Ailier                              | 21 | Drapeau des États-Unis | Jimmy Butler (C)        | Marquette              |
| Meneur                                       | 0  | Drapeau des États-Unis | Isaiah Canaan           | Murray State           |
| Meneur                                       | 7  | Drapeau des États-Unis | Michael Carter-Williams | Syracuse               |
| Ailier fort                                  | 6  | Drapeau du Brésil      | Cristiano Felicio       | CCSE Prep Academy (CA) |
| Ailier fort                                  | 22 | Drapeau des États-Unis | Taj Gibson              | USC                    |
| Meneur, Arrière                              | 2  | Drapeau des États-Unis | Jerian Grant            | Notre Dame             |
| Arrière                                      | 31 | Drapeau des États-Unis | R. J. Hunter            | Georgia State          |
| Pivot                                        | 8  | Drapeau des États-Unis | Robin Lopez             | Stanford               |
| Ailier                                       | 11 | Drapeau des États-Unis | Doug McDermott          | Creighton              |
| Ailier                                       | 44 | /                      | Nikola Mirotić          | Espagne                |
| Ailier fort                                  | 5  | Drapeau des États-Unis | Bobby Portis            | Arkansas               |
| Meneur                                       | 9  | Drapeau des États-Unis | Rajon Rondo             | Kentucky               |
| Ailier                                       | 45 | Drapeau des États-Unis | Denzel Valentine        | Michigan State         |
| Arrière                                      | 3  | Drapeau des États-Unis | Dwyane Wade             | Marquette              |
| Arrière                                      | 16 | Drapeau de l'Allemagne | Paul Zipser             | Allemagne              |
| (C) Capitaine - Blessé                       |    |                        |                         |                        |

## Contrats et salaires 2016-2017
| Joueur                  | Poste          | Âge            | Exp            | Contrat                | Salaire 2015-2016 | Fin du contrat |
| ----------------------- | -------------- | -------------- | -------------- | ---------------------- | ----------------- | -------------- |
| Joueurs actuels         |                |                |                |                        |                   |                |
| Jimmy Butler            | SG             | 27             | 5              | 92 339 878 $ sur 5 ans | 17 552 209 $      | 2020           |
| Isaiah Canaan           | PG             | 25             | 3              | 2 103 441 $ sur 2 ans  | 1 015 696 $       | 2018           |
| Michael Carter-Williams | PG             | 25             | 3              | 10 083 526 $ sur 4 ans | 3 183 526 $       | 2017           |
| Cristiano Felício       | PF             | 24             | 1              | 1 399 729 $ sur 2 ans  | 874,636 $*        | 2017           |
| Taj Gibson              | PF             | 31             | 7              | 33 000 000 $ sur 4 ans | 8 950 000 $       | 2017           |
| Jerian Grant            | PG             | 24             | 1              | 4 929 240 $ sur 3 ans  | 1 643 040 $       | 2019           |
| R. J. Hunter            | SG             | 24             | 1              | 864,346 $ sur 1 an     | 864,346 $*        | 2017           |
| Robin Lopez             | C              | 28             | 8              | 54 015 500 $ sur 4 ans | 13 219 250 $      | 2019           |
| Doug McDermott          | SF             | 24             | 2              | 10 436 434 $ sur 4 ans | 2 483 040 $       | 2018           |
| Nikola Mirotić          | PF             | 25             | 2              | 16 631 175 $ sur 3 ans | 5 782 450 $       | 2017           |
| Bobby Portis            | PF             | 21             | 1              | 4 361 160 $ sur 3 ans  | 1 453 680 $       | 2019           |
| Rajon Rondo             | PG             | 30             | 10             | 28 100 000 $ sur 2 ans | 14 000 000 $      | 2018           |
| Denzel Valentine        | SG             | 22             | 0              | 4 278 600 $ sur 2 ans  | 2 092 200 $       | 2020           |
| Dwyane Wade             | SG             | 34             | 13             | 47 000 000 $ sur 2 ans | 23 200 000 $      | 2018           |
| Paul Zipser             | SF             | 22             | 0              | 3 831 631 $ sur 4 ans  | 750,000 $         | 2020           |
| Total salaire           | Total salaire  | Total salaire  | Total salaire  | Total salaire          | 97 064 073 $      | -              |
| Joueurs coupés          | Joueurs coupés | Joueurs coupés | Joueurs coupés | Joueurs coupés         | 69,500 $          | -              |
|                         |                |                |                |                        |                   |                |
| Total                   | Total          | Total          | Total          | Total                  | 97 133 573 $      | Différence     |
| Salary Cap              | Salary Cap     | Salary Cap     | Salary Cap     | Salary Cap             | 94 143 000 $      | - 2 990 573 $  |
| Luxury Tax              | Luxury Tax     | Luxury Tax     | Luxury Tax     | Luxury Tax             | 113 287 000 $     | 16 153 427 $   |

- 2017 = Joueur agent libre en fin de saison.
- 2017 = Joueur agent libre restreint en fin de saison.
- *Contrat non garanti.

## Transferts

### Échanges
| Juin           | Juin | Juin                                                                      | Juin                   |
| -------------- | --- | ------------------------------------------------------------------------- | ---------------------- |
| 17 juin 2016   | Échange à deux équipes                                                                                                | Échange à deux équipes                                                    | Échange à deux équipes |
| 17 juin 2016   | Vers Pistons de Détroit - Cameron Bairstow                                                                            | Vers Bulls de Chicago - Spencer Dinwiddie                                 | [ 2 ]                  |
| 22 juin 2016   | Échange à deux équipes                                                                                                | Échange à deux équipes                                                    | Échange à deux équipes |
| 22 juin 2016   | Vers Knicks de New York - Derrick Rose - Justin Holiday - Second tour de draft 2017                                   | Vers Bulls de Chicago - Robin Lopez - Jerian Grant - José Manuel Calderón | [ 3 ]                  |
| Juillet        | |                                                                           |                        |
| 7 juillet 2016 | Échange à deux équipes                                                                                                | Échange à deux équipes                                                    | Échange à deux équipes |
| 7 juillet 2016 | Vers Lakers de Los Angeles - José Manuel Calderón - Second tour de draft 2018 (de Denver) - Second tour de draft 2019 | Vers Bulls de Chicago - Droits sur Ater Majok                             | [ 4 ]                  |
| 7 juillet 2016 | Échange à deux équipes                                                                                                |                                                                           |                        |
| 7 juillet 2016 | Vers Cavaliers de Cleveland - Mike Dunleavy Jr. - Droits sur Vladimir Veremeenko                                      | Vers Bulls de Chicago - Droits sur Albert Miralles                        | [ 5 ]                  |

### Joueurs qui re-signent

#### Options joueur et équipe
| Joueur    | Option                                                                                   |
| --------- | ---------------------------------------------------------------------------------------- |
| Pau Gasol | Décline son option joueur de 7 770 000 $ pour la saison 2016-2017 et devient agent libre |

### Arrivés
| Joueur                                  | Contrat                           | Provenance                 | Référence |
| --------------------------------------- | --------------------------------- | -------------------------- | --------- |
| Rajon Rondo                             | Contrat de 28 000 000 $ sur 2 ans | Kings de Sacramento        | [ 6 ]     |
| Dwyane Wade                             | Contrat de 47 500 000 $ sur 2 ans | Heat de Miami              | [ 7 ]     |
| Denzel Valentine (Draft 2016, choix 14) | Contrat de 4 280 000 $ sur 2 ans  | Spartans de Michigan State | [ 8 ]     |
| Paul Zipser (Draft 2016, choix 48)      | Contrat de 3 800 000 $ sur 4 ans  | Bayern Munich              | [ 9 ]     |

### Départs
| Joueur            | Raison départ | Nouvelle équipe ¹    | Référence |
| ----------------- | ------------- | -------------------- | --------- |
| Spencer Dinwiddie | Libéré        | -                    | [ 10 ]    |
| Pau Gasol         | Agent libre   | Spurs de San Antonio | [ 11 ]    |
| Joakim Noah       | Agent libre   | Knicks de New York   | [ 12 ]    |

¹ Il s'agit de l’équipe pour laquelle le joueur a signé après son départ, il a pu entre-temps changer d'équipe ou encore de pays.